# 四氟丁二酸
四氟丁二酸是一种有机化合物，化学式为C4H2F4O4。它可由1,3,3,4,4-五氟环丁烯和高锰酸钾反应得到。它和吡啶、氯硫基甲酰氯反应，可以得到四氟丁二酸酐。它可以用于合成金属有机框架材料。